# Tulipa urumiensis
Tulipa urumiensis Stapf, 1932 è una pianta della famiglia delle Liliaceae, originaria dell'Asia centrale.

## Descrizione
Si tratta di un tulipano di medio piccole dimensioni facilmente distinguibile dalle altre specie del genere, è alto solo 12/15 cm con foglie lineari-lanceolate, di colore verde chiaro, disposte a rosetta in numero da 3 a 7 e solitamente prostrate.
I fiori sono gialli e hanno un diametro di 3–5 cm, sono in numero da 1 a 7 per stelo e sono composti da sei tepali di colore giallo con punte bianche internamente e verde-giallastro, a volte con sfumature rosse o rosate, esternamente. I fiori completamente aperti hanno una caratteristica forma a stella.
Le antere e i filamenti sono gialli e il pistillo è verde o giallo.
La fioritura avviene nel periodo di marzo-aprile.
È una pianta geofita bulbosa.

## Distribuzione e habitat
Questo tulipano è originario dell'Asia centrale, in particolare Iran nord-orientale, Kazakistan e Kirghizistan.

## Usi
Tra i tulipani selvatici è uno dei più diffusi come pianta ornamentale, soprattutto grazie alla spettacolare fioritura, alla longevità e alla rusticità di questa pianta, che può vivere per parecchi anni e moltiplicarsi autonomamente in quasi qualsiasi suolo in particolare, dato il suo habitat di origine, è una pianta molto indicata per i giardini rocciosi